# جام باشگاه‌های جهان کوچک ۱۹۶۷
جام باشگاه‌های جهان کوچک ۱۹۶۷ که از سال ۱۹۶۳، آن را جام کاراکاس می‌نامند، دهمین دوره از مسابقات جام باشگاه‌های جهان کوچک بود که در کاراکاس بین تیم‌های اتلتیک بیلبائو، آکادمیکا و اتلتیکو پلاتینزه برگزار شد.

## شرکت کنندگان
| تیم              |
| ---------------- |
| اتلتیک بیلبائو   |
| اتلتیکو پلاتینزه |
| آکادمیکا         |

## بازی‌ها
| اتلتیک بیلبائو | ۲–۰ | آکادمیکا |
| -------------- | --- | -------- |
|                |     |          |

| اتلتیک بیلبائو | ۱–۱ | اتلتیکو پلاتینزه |
| -------------- | --- | ---------------- |
|                |     |                  |

| آکادمیکا | ۳–۰ | اتلتیکو پلاتینزه |
| -------- | --- | ---------------- |
|          |     |                  |

## جدول رده بندی
| تیم              | امتیاز | بازی | برد | تساوی | باخت | گل زده | گل خورده | تفاضل |
| ---------------- | ------ | ---- | --- | ----- | ---- | ------ | -------- | ----- |
| اتلتیک بیلبائو   | ۳      | ۲    | ۱   | ۱     | ۰    | ۳      | ۱        | ۲     |
| آکادمیکا         | ۲      | ۲    | ۱   | ۰     | ۱    | ۳      | ۲        | ۱     |
| اتلتیکو پلاتینزه | ۱      | ۲    | ۰   | ۱     | ۱    | ۱      | ۴        | -۳    |

## قهرمان
| قهرمان جام باشگاه‌های جهان کوچک ۱۹۶۷ |
| ----------------------------------- |
| اتلتیک بیلبائو                      |
| اولین قهرمانی                       |